# Kalihora (mjesec)
Kalihora (također Jupiter XLIV) je prirodni satelit planeta Jupiter, iz grupe Carme. Retrogradni nepravilni satelit s oko 2 kilometra u promjeru i orbitalnim periodom od 717.806 dana.